# Hugo Prinz
Hugo Prinz (* 8. Januar 1883 in Stettin; † 19. März 1934 in Kiel) war ein deutscher Althistoriker.
Nach dem Besuch des Wilhelms-Gymnasiums in Stettin bis zum Abitur 1901 studierte Prinz an der Albert-Ludwigs-Universität Freiburg und der Universität Leipzig die Fächer Geschichte, Nationalökonomie und Philosophie. Während seines Studiums wurde er Mitglied der Akademischen Verbindung Zaringia Freiburg. 1906 wurde er an der Universität Freiburg bei Ernst Fabricius aufgrund einer wirtschaftsgeschichtlich ausgerichteten Arbeit zur griechischen Handelskolonie Naukratis in Ägypten promoviert. Vom 1. November 1906 bis zum 1. April 1908 war Prinz wissenschaftlicher Hilfsarbeiter bei den Berliner Museen. Für das Jahr 1908/1909 erhielt er das Reisestipendium des Deutschen Archäologischen Instituts. Am 25. Oktober 1910 erfolgte die Habilitation bei Conrad Cichorius an der Universität Breslau. Vom 1. November 1911 bis zum 1. März 1913 war er wissenschaftlicher Assistent bei den Ausgrabungen der Deutschen Orient-Gesellschaft. 
Im Wintersemester 1914/1915 vertrat er die Professur von Max L. Strack, nach dessen Kriegstod war er vom 17. April 1915 bis zu seinem eigenen Tod 19 Jahre später Ordinarius für Alte Geschichte an der Universität Kiel. Selbst war er zum Ersten Weltkrieg nicht eingezogen worden, da er aufgrund eines früheren Unfalls nicht kriegstauglich war. In seiner Kieler Zeit hat Prinz nur wenig publiziert, und auch seine Resonanz bei den Kieler Studenten soll gering gewesen sein. Er beschäftigte sich, für einen Althistoriker damals eher unüblich, bereits seit seiner Habilitation vor allem mit archäologischen Quellen und dem Vorderen Orient. Hugo Prinz starb im Alter von nur 51 Jahren. Sein Nachfolger in Kiel wurde ausgerechnet Paul Strack, der Sohn von Max Strack.

## Veröffentlichungen
- Funde aus Naukratis. Beiträge zur Archäologie und Wirtschaftsgeschichte des 7. und 6. Jh. v. Chr. Dieterich, Leipzig 1908 (= Dissertation).
- Astralsymbole im altbabylonischen Kulturkreise. Breslau 1910 (= Habilitationsschrift)
- Altorientalische Symbolik. Curtius, Berlin 1915 (erweiterte Fassung der Habilitationsschrift).